# شذيل صغير
شذيل صغير (الاسم العلمي:Anomalurus pusillus) (بالإنجليزية: Little flying squirrel)‏ هو نوع من الحيوانات يتبع جنس الشذيل من الفصيلة الشذيلية.